# Бад-Берлебург
Бад-Берлебург (нім. Bad Berleburg) — місто в Німеччині, знаходиться в землі Північний Рейн-Вестфалія. Підпорядковується адміністративному округу Арнсберг. Входить до складу району Зіген-Віттгенштайн.
Площа — 275,33 км2. Населення становить 18 847 ос. (станом на 31 грудня 2020).

## Географії

### Адміністративний поділ
Місто  складається з 22 районів:
- Алертсгаузен
- Арфельд
- Аю
- Беддельгаузен
- Берггаузен
- Крістіанзек
- Діденсгаузен
- Доцлар
- Ельзофф
- Гіркгаузен
- Гемшлар
- Раумланд
- Ріхштайн
- Рінте
- Зассенгаузен
- Шюлляр
- Шварценау
- Штюнцель
- Вайденгаузен
- Вемліггаузен
- Вінгесгаузен
- Вундертгаузен